# Franck Kom
Franck Kom (ur. 18 września 1991 w Bafoussam) – kameruński piłkarz grający na pozycji defensywnego pomocnika. Od 2012 jest zawodnikiem klubu Étoile Sportive du Sahel.

## Kariera klubowa
Swoją karierę piłkarską Kom rozpoczął w klubie Panthère du Ndé z miasta Bangangté. W sezonie 2009/2010 zadebiutował w nim w kameruńskiej Première Division. W zespole tym występował do końca 2011 roku.
Na początku 2012 roku Kom przeszedł do tunezyjskiego klubu Étoile Sportive du Sahel. Zadebiutował w nim 12 lutego 2012 w zremisowanym 0:0 domowym meczu z US Monastir. W 2012 roku zdobył z nim Puchar Tunezji. W sezonach 2012/2013, 2013/2014 i 2014/2015 wywalczył trzy wicemistrzostwa Tunezji z rzędu. W latach 2014 i 2015 zdobył też kolejne dwa puchary kraju.
| Sezon   | Klub                     | Kraj    | Rozgrywki         | Mecze | Gole |
| ------- | ------------------------ | ------- | ----------------- | ----- | ---- |
| 2009/10 | Panthère du Ndé          | Kamerun | Première Division | ?     | ?    |
| 2010/11 | Panthère du Ndé          | Kamerun | Première Division | ?     | ?    |
| 2011/12 | Panthère du Ndé          | Kamerun | Première Division | ?     | ?    |
| 2011/12 | Étoile Sportive du Sahel | Tunezja | CLP-1             | 16    | 0    |
| 2012/13 | Étoile Sportive du Sahel | Tunezja | CLP-1             | 12    | 0    |
| 2013/14 | Étoile Sportive du Sahel | Tunezja | CLP-1             | 23    | 0    |
| 2014/15 | Étoile Sportive du Sahel | Tunezja | CLP-1             | 22    | 1    |
| 2015/16 | Étoile Sportive du Sahel | Tunezja | CLP-1             |       |      |

## Kariera reprezentacyjna
W 2011 roku Kom wystąpił z reprezentacją Kamerunu U-20 na Mistrzostwach Świata U-20. W dorosłej reprezentacji Kamerunu zadebiutował 10 września 2014 w wygranym 4:1 meczu kwalifikacji do Pucharu Narodów Afryki 2015 z Wybrzeżem Kości Słoniowej. W 2015 roku został powołany do kadry Kamerunu na ten turniej. Zagrał na nim dwukrotnie, w meczach z Mali (1:1) i z Gwineą (1:1).